# TAG Porsche

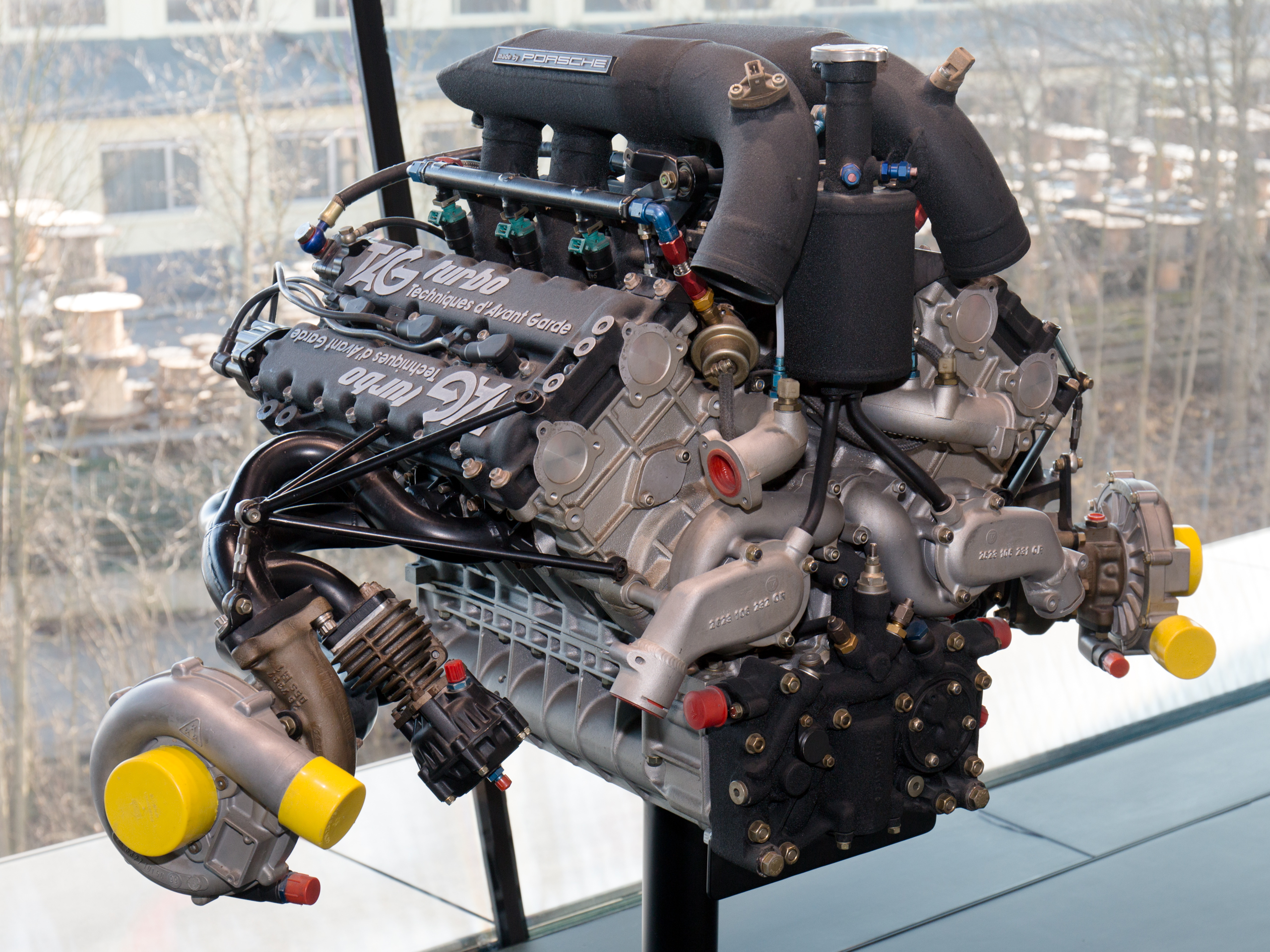
Le moteur TAG-Porsche TTE-P01.

Le moteur TAG-Porsche est le fruit d'une collaboration entre le motoriste allemand Porsche et le groupe financier privé helvético-saoudien TAG (Techniques d'avant garde). Il a été présent en Formule 1 de 1983 à 1987.

## Historique

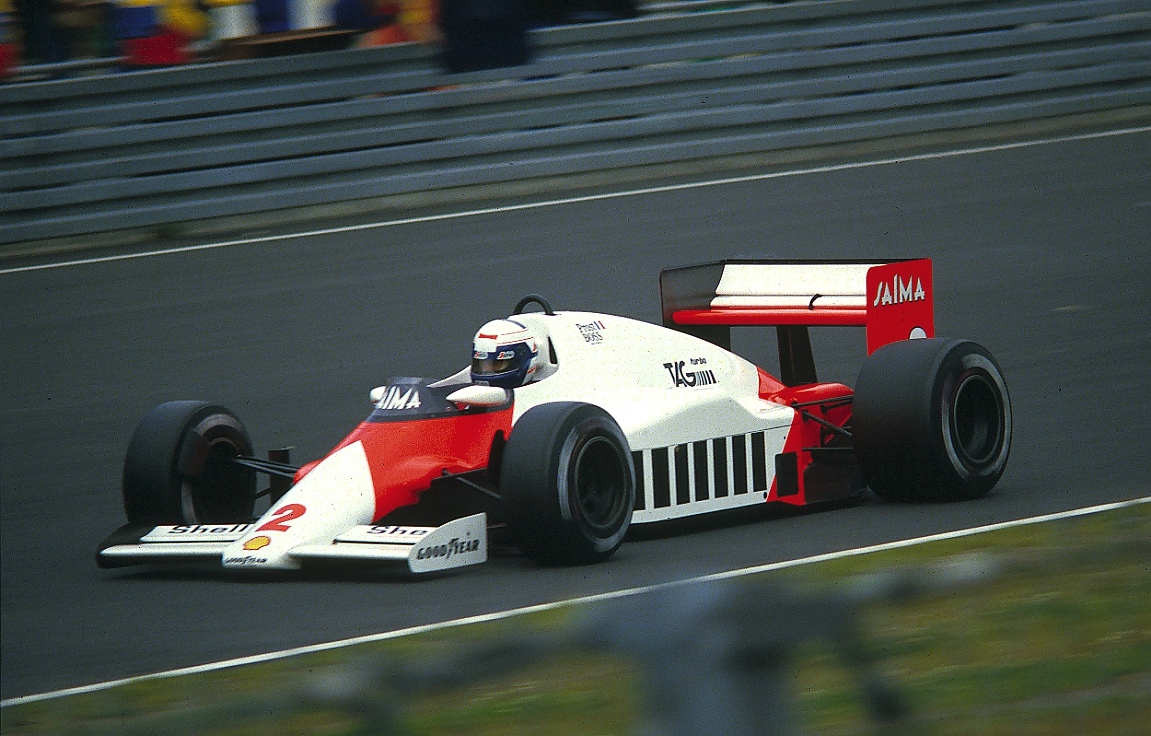
Alain Prost sur la McLaren-TAG en 1985.

Sponsor de l'écurie Williams à la fin des années 1970, TAG s'associe avec l'écurie McLaren à partir de 1982. La Formule 1 est alors à une période de son histoire où les moteurs turbocompressés (apparus timidement en 1977 chez Renault) s'avèrent indispensables au succès. McLaren se tourne alors vers Porsche pour la conception et la fourniture d'un moteur V6 turbo en mesure de rivaliser avec Renault, Ferrari et BMW (qui équipe Brabham). Porsche accepte le défi technique, mais se refuse à supporter le coût de l'opération. C'est donc TAG qui finance la conception du moteur en créant une filiale ad hoc baptisée pour l'occasion TAG Turbo Engines Ltd. Ainsi, sur la carrosserie des McLaren, le nom de Porsche n'apparaitra jamais, le moteur étant officiellement badgé « TAG Turbo ».
Les premiers tours de roue de la McLaren MP4/2 Porsche ont lieu courant 1983 (cette année-là, McLaren utilise encore le V8 Cosworth), pour des débuts en compétition au GP d'Afrique du Sud, ultime manche du championnat. En 1984, pour sa première saison complète en Formule 1, le moteur TAG Porsche se montre d'entrée de jeu dominateur. S'il n'est pas le plus puissant dans l'exercice très spécifique des qualifications, il est par contre le meilleur en course. Niki Lauda et Alain Prost dominent outrageusement la saison et signent finalement un doublé à l'issue du championnat du monde des pilotes, Lauda devançant Prost. De son côté, McLaren-TAG remporte très logiquement le championnat du monde des constructeurs. Le scénario se répète en 1985 : Prost est sacré champion du monde des pilotes tandis que McLaren-TAG remporte un second titre consécutif des constructeurs. 
Le déclin du moteur TAG-Porsche commence en 1986. Prost est à nouveau champion du monde, mais c'est Williams-Honda qui décroche le titre des constructeurs. Confirmation en 1987, où Prost est cette fois totalement impuissant face aux Williams-Honda. Le moteur TAG Porsche est désormais inexorablement dépassé, ce qui incite McLaren à passer un accord de fourniture moteur avec Honda pour les années suivantes.
La fin du moteur TAG Porsche ne signe pas pour autant la fin de l'association entre TAG et McLaren, laquelle perdure toujours aujourd'hui puisque Mansour Ojjeh, Président du Groupe TAG et sa famille, sont actionnaires du McLaren Technology Group à hauteur de 15 %. 
Porsche reviendra de son côté en Formule 1 en 1991, sous son propre nom avec un V12 atmosphérique, en partenariat avec Arrows. La déconvenue est cuisante car le moteur, constitué de deux anciens V6 pour en former un seul de 12 cylindres, est trop lourd (190 kg soit entre 30 et 60 kg de plus que la concurrence) et très peu fiable. Après six Grands Prix désastreux (entre non-qualification ou abandon précoce), Arrows repasse au moteur Cosworth.

## Données techniques
TAG TTE-P01 (1983-1986) : 

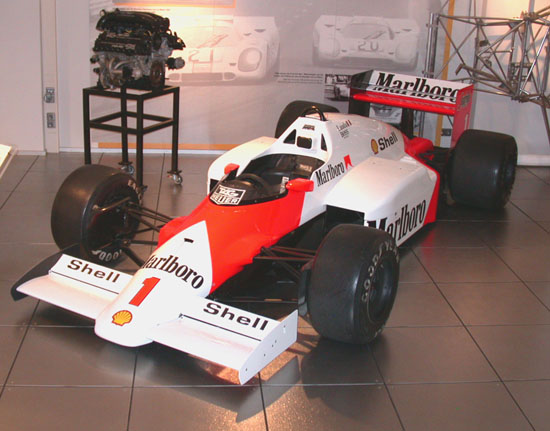
McLaren MP4/2 et son moteur TAG-Porsche.

- Architecture : V6 à 90°, turbocompressé, en alliage d'aluminium
- Cylindrée : 1 499 cm3 en 1983, 1 496 cm3 de 1984 à 1987
- Alésage : 82 mm
- Course : 47,3 mm
- Régime maximal : 11 500 tours par minute en 1983 et 1984 puis 12 000 tr/min (1985 à 1987).
- Puissance maximale : 700 ch (1983), 750 ch (1984-1985), 850 ch (1986-1987)

## Palmarès
- Associé au titre de champion du monde des pilotes en 1984, 1985 et 1986.
- Associé au titre de champion du monde des constructeurs en 1984 et 1985